# Neoromicia guineensis
Neoromicia guineensis là một loài động vật có vú trong họ Dơi muỗi, bộ Dơi. Loài này được Bocage mô tả năm 1889.